# NGC 4271
NGC 4271 (również PGC 39683 lub UGC 7375) – galaktyka eliptyczna (E-S0), znajdująca się w gwiazdozbiorze Wielkiej Niedźwiedzicy. Odkrył ją William Herschel 17 kwietnia 1789 roku. Jest to galaktyka z aktywnym jądrem typu LINER.